# Eugenio Bertini
Eugenio Bertini (8 de noviembre de 1846  – 24 de febrero de 1933) fue un matemático italiano y postuló el teorema de Bertini.  Se considera que es uno de los fundadores de la escuela italiana de geometría algebraica junto a Corrado Segre.

## Biografía
Nació en Forlì (Emilia-Romaña). Combatió como voluntario en la Tercera Guerra de la Independencia Italiana en 1866 con las tropas de Garibaldi para la anexión del Véneto a Italia. Estudió en la Universidad de Pisa, siendo 
Fue también miembro nacional del Lincei (1904) y de otras instituciones académicas. Falleció en Pisa (Toscana) a los 86 años.

## Selección de trabajos
- Sui poliedri euleriani (en italiano). 1869.
- Introduzione alla geometria proiettiva degli iperspazi (en italiano). 1907.[1]
- Einführung in die projektive Geometrie mehrdimensionaler Räume. 1924.[2]
- Complementi di geometria proiettiva (en inglés). 1927.

## Información complementaria
- Carruccio, Ettore (2008). «Bertini, Eugenio». Complete Dictionary of Scientific Biography (en inglés).
- O'Connor, John J.; Robertson, Edmund F., «Eugenio Bertini» (en inglés), MacTutor History of Mathematics archive, Universidad de Saint Andrews, https://mathshistory.st-andrews.ac.uk/Biographies/Bertini/. (en inglés)
- Eugenio Bertini en el Mathematics Genealogy Project. (en inglés)
- Bertini and his two fundamental theorems por Steven L. Kleiman, sobre la vida y obra de Eugenio Bertini (en inglés).

- Datos: Q447324
- Multimedia: Eugenio Bertini / Q447324